# Ammiraglio Caracciolo (sous-marin)
Le Ammiraglio Caracciolo est un sous-marin italien de la classe Ammiragli construit au début des années 1940 pour la Marine royale italienne. 
Le nom du sous-marin est un hommage à Francesco Caracciolo (1752-1799),  amiral napolitain (République parthénopéenne).

## Conception
Leur tâche était la lutte contre la marine marchande, et pour ce rôle ils avaient au moins une caractéristique vraiment intéressante, liée à l'armement. Ils disposaient en fait de torpilles de 450 mm, comme lors de la précédente guerre mondiale, mais avec un sous-marin beaucoup plus grand et plus puissant, de sorte que l'adoption de petites torpilles sur une très grande coque impliquait la présence d'une quantité énorme de torpilles: jusqu'à 38 torpilles, un record absolu à l'époque et sur les sous-marins modernes. Il y avait 8 tubes de lancement à la proue, 6 à la poupe, et afin d'optimiser les performances, les torpilles utilisées étaient d'un nouveau type, entre les 450 mm typiques et les 533 mm. Les torpilles italiennes étaient équipées, dans le cas du 450 mm, de 110 kg de charge explosive, tandis que le 533 mm avait 270 kg d'ogive. Les 450 mm du Ammiragli Cagni, en revanche, étaient équipés d'une charge de 200 kg, tout comme les torpilles aéro-largables de ce calibre.
Le choix des torpilles n'a pas été fortuit, car ces sous-marins ont été conçus pour l'attaque de marchands isolés, même dans des mers très lointaines; en effet, après la grande mission sans escale de 136 jours (environ 4 mois), le Ammiragli Cagni disposait de réserves de nourriture et de carburant pour un mois supplémentaire.
Le grand nombre de ces armes garantissait une longue portée de tir, chose rare dans le cas des sous-marins de l'époque, et le nombre de tubes pouvait garantir une forte probabilité de toucher des cibles importantes, si l'on voulait sacrifier un grand nombre de torpilles pour des cibles uniques; un autre aspect particulier était la présence d'un ferroguide qui permettait la translation des torpilles de la proue à la poupe et vice versa, avec la possibilité de les faire tourner dans la chambre de tir avant. 
Dans la pratique, tout cela n'a pas fonctionné, en partie à cause des déficiences techniques dont ont souffert tous les sous-marins italiens, et en partie à cause des exigences opérationnelles. Il s'est donc avéré que pour ravitailler l'Afrique du Nord, il était nécessaire d'utiliser des sous-marins, moins susceptibles d'être interceptés par la Royal Navy, et les grands navires de cette classe avaient suffisamment d'espace pour transporter une certaine quantité de provisions, alors que d'autres types de sous-marins étaient beaucoup trop petits. Cependant, les sous-marins océaniques de cette classe n'étaient pas idéaux pour se déplacer en Méditerranée, et trois navires de la classe employée ont donc été coulés en une quinzaine de missions.
Seul le Ammiragli Cagni, le navire de tête de la classe, a opéré comme prévu dans l'Atlantique, en coulant quelque 5 500 tonnes de navires marchands.
Malgré ses nombreuses promesses, cette classe de sous-marins n'a pas eu un effet appréciable sur les événements du temps de guerre.

## Caractéristiques
Les sous-marins de la classe Ammiragli déplaçaient 1 703 tonnes en surface et 2 185 tonnes en immersion. Les sous-marins mesuraient 87,9 mètres de long, 7,97 mètres de large et 5,86 mètres de tirant d'eau. Ils avaient une profondeur de plongée de 105 mètres (315 pieds). Leur équipage comptait 85 officiers et hommes.
Pour la navigation de surface, les sous-marins étaient propulsés par deux moteurs diesel de 2 185 chevaux-vapeur (1 630 kW), chacun entraînant un arbre d'hélice. En immersion, chaque hélice était entraînée par un moteur électrique de 900 chevaux-vapeur (650 kW). Ils pouvaient atteindre 17 nœuds (31 km/h) en surface et 8,5 nœuds (15,7 km/h) sous l'eau. En surface, la classe Ammiragli avait une autonomie de 13 500 milles nautiques (25 000 km) à 9 noeuds (17 km/h), en immersion, elle avait une autonomie de 107 milles nautiques (198 km) à 3 noeuds (5,6 km/h) .
Les sous-marins étaient armés de 14 tubes lance-torpilles internes de 450 millimètres (8 à l'avant et 6 à l'arrière) pour lesquels ils transportaient 38 torpilles. Ils étaient également armés de 2 canons de pont de 100 mm calibre 47 Modèle 1938 pour le combat en surface. Leur armement anti-aérien consistait en deux mitrailleuses doubles Breda Model 1931 de 13,2 mm.

## Construction et mise en service
Le Ammiraglio Caracciolo est construit par le chantier naval Cantieri Riuniti dell'Adriatico (CRDA) de Monfalcone en Italie, et mis sur cale le 16 octobre 1939. Il est lancé le 16 octobre 1940 et est achevé et mis en service le 1er mai 1941. Il est commissionné le même jour dans la Regia Marina.

## Histoire du service
De juin à décembre 1941, le Caracciolo est engagé dans la formation de l'équipage.
En raison de sa grande taille, il est utilisé pour le transport de matériel, bien que ce soit un service risqué et peu performant.
Le 8 décembre 1941, il quitte Tarente pour sa première mission, sous le commandement du capitaine de corvette Alfredo Musotto, transportant 138 (ou 180) tonnes de ravitaillement à destination de la Libye (principalement du carburant et des munitions pour l'Afrika Korps),,,. Au large de Sollum, le sous-marin est mitraillé par un avion britannique avec une victime (Enseigne Milos Baucer) mais réussit a abattre l'avion, puis attaqué par des unités navales, il plonge à 80 mètres en évitant leur chasse. Le 10 décembre, le Caracciolo atteint Bardia, où il décharge rapidement sa cargaison et repart le même jour, avec à son bord, outre l'équipage, des soldats italiens et allemands (principalement des officiers de Bersaglieri et de Carabinieri) qui doivent être transportés à Suda (où il aurait chargé d'autres fournitures),,.
Aux premières heures du 11 décembre, à une trentaine de milles nautiques (55 km) de Bardia, le Caracciolo aperçoit un convoi britannique en route pour Alexandrie et à 2h40 du matin, il attaque en lançant deux torpilles de poupe contre un navire marchand, qui échoue, puis deux autres, depuis la proue, contre le destroyer HMS Farndale (L70), qui les esquive cependant en contre-mouvement,,,. Le sous-marin s'immerge, mais les unités britanniques commencent à le bombarder avec des grenades sous-marines: le sous-marin descend jusqu'à 160 mètres de profondeur mais, gravement endommagé, il doit refaire surface. Il est immédiatement touché par le feu du Farndale qui fauche ses mitrailleurs et ses mitrailleuses et compromet la survie de l'unité,,,. Les manœuvres de sabordage sont lancées par son équipage et peu après - il est environ 3 heures du matin -, alors que les survivants abandonnent la plongée dans une mer très agitée, le Caracciolo coule à la position géographique de 32° 09′ N, 25° 19′ E,,,.
48 hommes ont disparu en mer (15 membres de l'équipage du Caracciolo - le capitaine Musotto, 4 sous-officiers et 10 chefs et marins - et 33 passagers), tandis que les 53 survivants ont été secourus (et capturés) par le Farndale,,,.
En plus d'une mission de transport, le sous-marin avait effectué cinq missions de transfert, totalisant 1 445 milles nautiques (2 676 km) en surface et 72 milles nautiques (133 km) sous l'eau.